# Free Software Foundation Europe
Free Software Foundation Europe (FSFE eller FSF Europe) blev grundlagt i 2001 som en officiel søsterorganisation til Free Software Foundation (FSF) i USA, for at tage vare om alle aspekter ved fri software i Europa.  FSF og FSFE er finansielt og juridisk uafhængige organisationer.